# Alan Belcher
John Alan Belcher, född 24 april 1984, är en amerikansk före detta MMA-utövare som bland annat tävlade i organisationen Ultimate Fighting Championship.